# Middenklinker
Een middenklinker (niet te verwarren met een centrale klinker) is een klinker waarvan de articulatie zich ergens tussen die van een volledig open ([a]) en die van een volledig gesloten ([i] of [u]) klinker bevindt. In feite is een middenklinker daarmee elke klinker waarvan de formant tussen die van een open en een gesloten klinker ligt. Tot deze categorie behoren zowel de halfgesloten klinkers ([e] en [o]) als de klinkers die halfopen zijn ([ɛ] or [ɔ]), waarbij "halfgesloten" betekent dat de articulatie meer in de richting die van een volledig gesloten klinker gaat en "halfopen" dat de articulatie meer in de richting van die van een volledig open klinker gaat. Een voorste middenklinker kan worden getranscribeerd als [e̞] of als [ɛ̝].
In het Internationaal Fonetisch Alfabet is de enige middenklinker waar echt een apart teken voor bestaat de centrale middenklinker die als [ə] wordt geschreven (zie ook sjwa).
Omdat in de prosodie van talen meestal niet meer dan vier verschillende toonhoogten worden onderscheiden, komt het weinig voor dat een taal voor zijn middenklinkers alle drie de mogelijke formanten onderscheidt. In bepaalde dialecten van het Beiers worden niettemin de volgende klinkers onderscheiden: /i e ɛ æ/, /y ø œ ɶ/, /u o ɔ ɑ/ en /a/. Dit is wellicht een voorbeeld van een taalvariëteit waarin middenklinkers die precies halverwege open en gesloten klinkers liggen systematisch worden onderscheiden van "halfopen" en "halfgesloten" klinkers.